# Elasmopus hawaiiensis
Elasmopus hawaiiensis är en kräftdjursart som beskrevs av Schellenberg 1938. Elasmopus hawaiiensis ingår i släktet Elasmopus och familjen Melitidae. Inga underarter finns listade i Catalogue of Life.